# Leaves' Eyes
Livs Ajz (engl. Leaves' Eyes) je gotik metal bend sa folk elementima iz Norveške/Nemačke formiran 2003, ubrzo nakon što je vokal benda Theatre Of Tragedy Liv Kristine otpuštena iz benda. Livs Ajs su formirali njen muž Aleksandar Krul (Alexander Krull) i članovi njegovog benda Atrocity. Bend kombinuje metal i elemente klasične muzike. Ime benda je osmislila Liv Kristine kao homonim njenog imena.
Njihov debi album Lovelorn je objavljen 2004, a drugi album Vinland Saga je objavljen 2005. 2006. je objavljen mini CD Legend Land. Avgusta 2009. izdat je treći album "Njord". Aprila 2011. izlaze mini album "Melusine" i četvrti LP album "Meredead".

## Članovi

### Trenutni
- Elina Siirala - Vokali
- Alexander Krull - Vokali, programiranje
- Torsten Bauer - Gutara
- Mathias Röderer - Gitara
- Alla Fedynitch - Bass gitara
- Seven Antonopoulos - Bubnjevi

### Bivši
- Martin Schmidt - Bubnjevi (2003-2004)
- Chris Lukhaup - Bass gitara (2001-2007)
- Moritz Neuner - Bubnjevi (2004-2007)
- Nicholas Barker - Bubnjevi (2004-2008)
- Peter Hörnung - Bubnjevi (2007-2008)
- Liv Kristine - Vokali (2003-2015)

## Diskografija

### Albumi
- Lovelorn (2004)
- Vinland Saga (2005)
- Njord (2009)
- Meredead (2011)
- Symphonies of the Night (2013)
- King of Kings (2015)

### Druga izdanja
- Into Your Light (Singl, 2004)
- Elegy (EP, 2005)
- Legend Land (EP, 2006)
- We Came with the Northern Winds - En Saga I Belgia (CD/DVD, 2009)
- My Destiny (EP, 2009)
- At Heaven's End (Bonus CD, 2010)
- Melusine (EP, 2011)

## Spoljašnje veze
- Zvanični sajt